# Stelberg
Stelberg est un village d'Allemagne de quelque trente habitants appartenant à la municipalité de Lindlar, située dans l'arrondissement du Haut-Berg, district de Cologne, en Rhénanie-du-Nord-Westphalie.

## Personnalités nées à Stelberg
Johann Paul Kremer (1883-1965), médecin allemand et professeur d'anatomie impliqué dans les meurtres de masse dans les chambres à gaz par les Nazis ainsi que dans des exécutions médicales et punitives